# Yohei Toyoda
Yohei Toyoda (豊田 陽平, Toyoda Yohei, Komatsu, 11 april 1985) is een Japans voetballer die als aanvaller speelt bij Sagan Tosu.

## Carrière
Yohei Toyoda speelde tussen 2004 en 2009 voor Nagoya Grampus Eight, Montedio Yamagata en Kyoto Sanga FC. Hij tekende in 2010 bij Sagan Tosu.

## Statistieken
| Japans voetbalelftal | Japans voetbalelftal | Japans voetbalelftal |
| Jaar                 | Wed.                 | Dlp.                 |
| -------------------- | -------------------- | -------------------- |
| 2013                 | 3                    | 0                    |
| 2014                 | 3                    | 1                    |
| 2015                 | 2                    | 0                    |
| Totaal               | 8                    | 1                    |